# Упхаґнуварат I
Упхаґнуварат I (1597–1622) — двадцять п'ятий правитель королівства Лансанг.
Був старшим сином короля Воравонґси II. 1621 року повалив свого батька та сам зайняв трон. Однак його правління виявилось нетривалим — уже наступного року він помер за нез'ясованих обставин. Після того трон зайняв син короля Сен Сулінти Потісарат II.